# Anuropus antarcticus
Anuropus antarcticus is een pissebed uit de familie Anuropidae. De wetenschappelijke naam van de soort is voor het eerst geldig gepubliceerd in 1982 door Hale.